# Hopkins Park
Hopkins Park – wieś w Stanach Zjednoczonych, w stanie Illinois, w hrabstwie Kankakee.